# Wegweiser am Forsthaus Auerberg

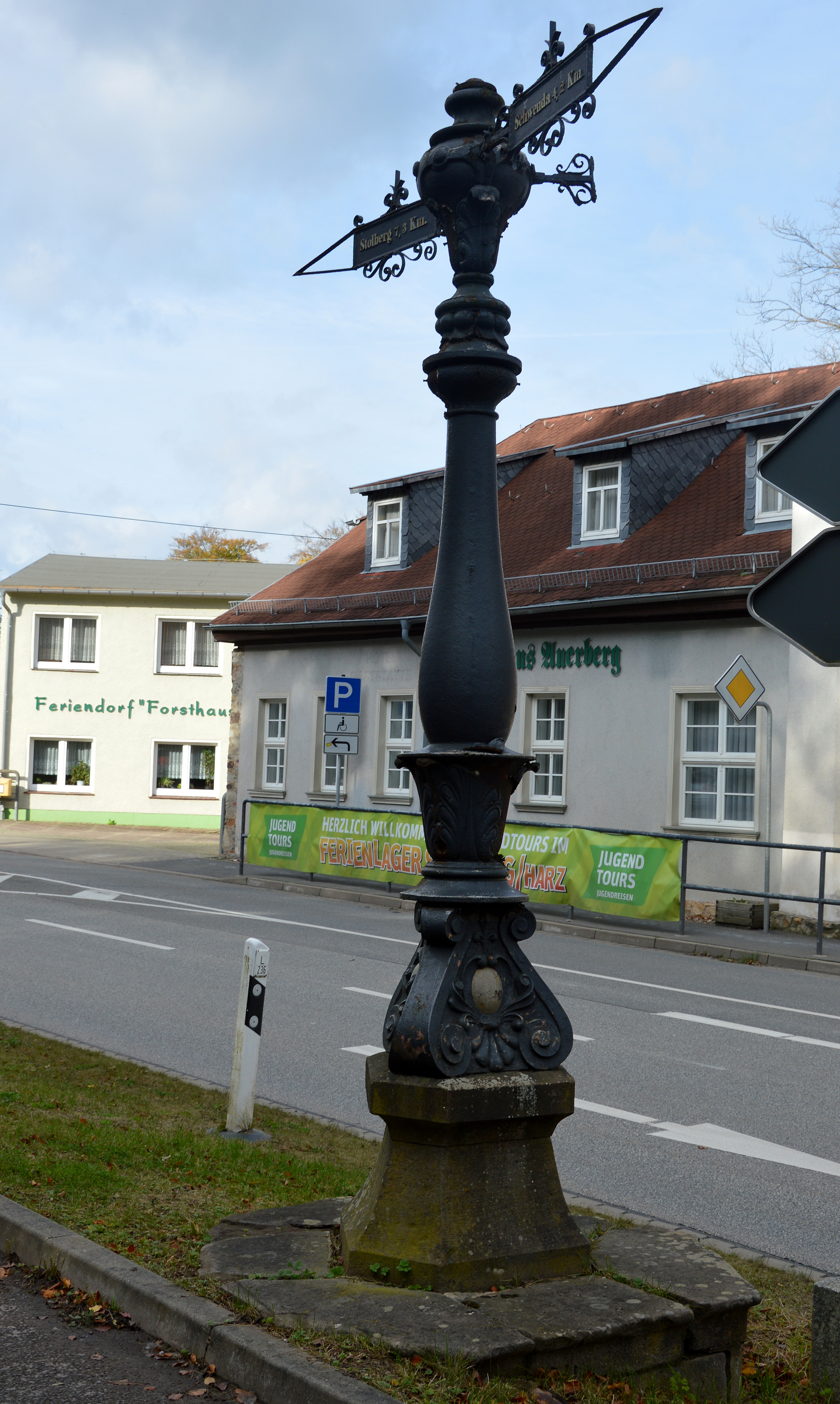
Wegweiser am Forsthaus Auerberg

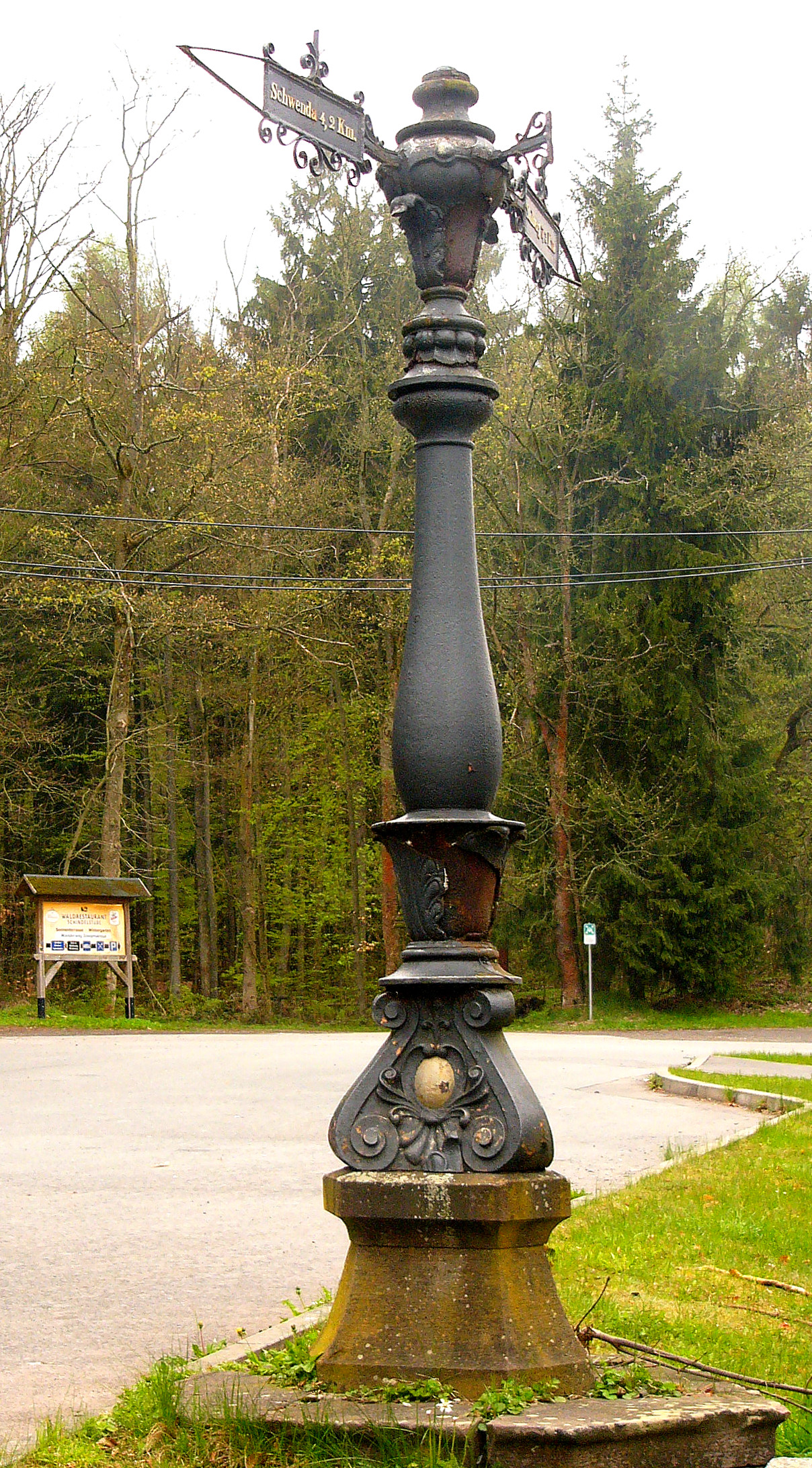
Blick von Osten

Der Wegweiser am Forsthaus Auerberg ist ein denkmalgeschützter Wegweiser im Ortsteil Auerberg in der Gemeinde Südharz in Sachsen-Anhalt.

## Lage
Er steht gegenüber dem Forsthaus Auerberg unmittelbar an der Einmündung der L 235 auf die L 236. Westlich des Wegweisers befindet sich ein Parkplatz und beginnt der Wanderweg zum Gipfel des Großen Auerbergs und dem Josephskreuz.

## Architektur und Geschichte
Der Wegweiser entstand vermutlich im Zusammenhang mit dem Neubau des Josephskreuzes 1896. Er wurde auf einer mit Voluten verzierten Basis in Form eines aufwendig gestalteten Kandelabers aus Eisenkunstguss erstellt. Der Aufsatz präsentiert sich in Vasenform.
An der Vase sind die eigentlichen Wegweiser befestigt. Nach Nordwesten weist ein Wegweiser mit der Aufschrift Stolberg 7,3 Km., nach Südosten wird Schwenda 4,2 Km. ausgewiesen. Ursprünglich wies ein dritter Arm in Richtung Osten, auf die heutige L 235, wohl nach Neudorf. Dieser Arm ist jedoch nur in einem Fragment erhalten.
Im örtlichen Denkmalverzeichnis ist der Wegweiser seit dem 29. August 1996 unter der Erfassungsnummer 094 83935 als Kleindenkmal verzeichnet. Der Wegweiser gilt als verkehrsgeschichtlich bedeutsam und seltenes Zeugnis des Eisenkunstgusses aus der Zeit des Endes des 19. Jahrhunderts.